# Jerry Abbott
Jerry Bob Abbott (Abilene, 8 de abril de 1942 – Denton, 2 de abril de 2024) foi um compositor de música country e produtor musical radicado em Pantego, Texas. Foi pai de "Dimebag" Darrell Lance Abbott, e Vinnie Paul Abbott, ambos de bandas como Pantera, Rebel Meets Rebel e Damageplan.
Abbott fez um aparição com o Pantera em Behind the Music em maio de 2006, onde falou sobre seu filho mais novo, Darrell, principalmente sobre como ele fez parte do Kiss Army (o fã-clube do Kiss) quando criança.
Ele também foi o produtor dos primeiros álbuns do Pantera: Metal Magic (1983), Projects in the Jungle (1984), I Am the Night (1985) e Power Metal (1988). Também produziu o álbum do Bugs Henderson Group, "Still Flying".
Ele foi casado com Norma Carolyn Abbott de 1962 até a morte dela em 1999. Seu filho mais novo, Darrell Lance Abbott, foi assassinado em 08 de dezembro de 2004, no mesmo dia e mês de 1980 também morria assassinado John Winston Ono Lennon (The Beatles), em 22 de junho de 2018 morre seu filho mais velho, Vincent Paul Abbott de ataque cardíaco.

## Morte
Abbout morreu no dia 2 de abril de 2024, aos 81 anos.